# Panzer AG
Panzer AG е името на страничния пауърноиз/агротек проект на основателя на норвежката фучърпоп група Icon of Coil Анди ЛаПлегуа. Стартиран през 2004 година този проект комбинира пауърноиз, индъстриъл и транс, за да създаде тежка, но подходяща за танцуване музика.

## История
След като вече е експериментирал с множество стилове, като например фучърпоп с групата си Icon of Coil, или с електро и индъстриъл чрез агротек проекта си Combichrist, ЛаПлегуа доразвива звука си като придава повече агресивност както в текстовете си, така и в музиката си. Като резултат от всичко това е албумът „This is My Battlefield“ издаден от Metropolis Records.
След изключителния успех на дебютния си албум, Panzer AG започва работа по следващия си албум, озаглавен Your World is Burning, издаден през 2006, отбелязвайки лека промяна в стилово отношение.

## Дискография
- This is My Battlefield (Metropolis Records) 2004
- Your World is Burning (Metropolis Records) 2006